# Де-Сото (округ, Миссисипи)
Округ Де-Сото (англ. DeSoto County) — округ штата Миссисипи, США. Население округа на 2000 год составляло 107199 человек. Административный центр округа — город Хернандо.

## История
Округ Де-Сото основан в 1836 году.

## География
Округ занимает площадь 1238 км2.

## Демография
Согласно переписи населения 2000 года, в округе Де-Сото проживало 107199 человек (данные Бюро переписи населения США). Плотность населения составляла 86.6 человек на квадратный километр.